# Calandrage

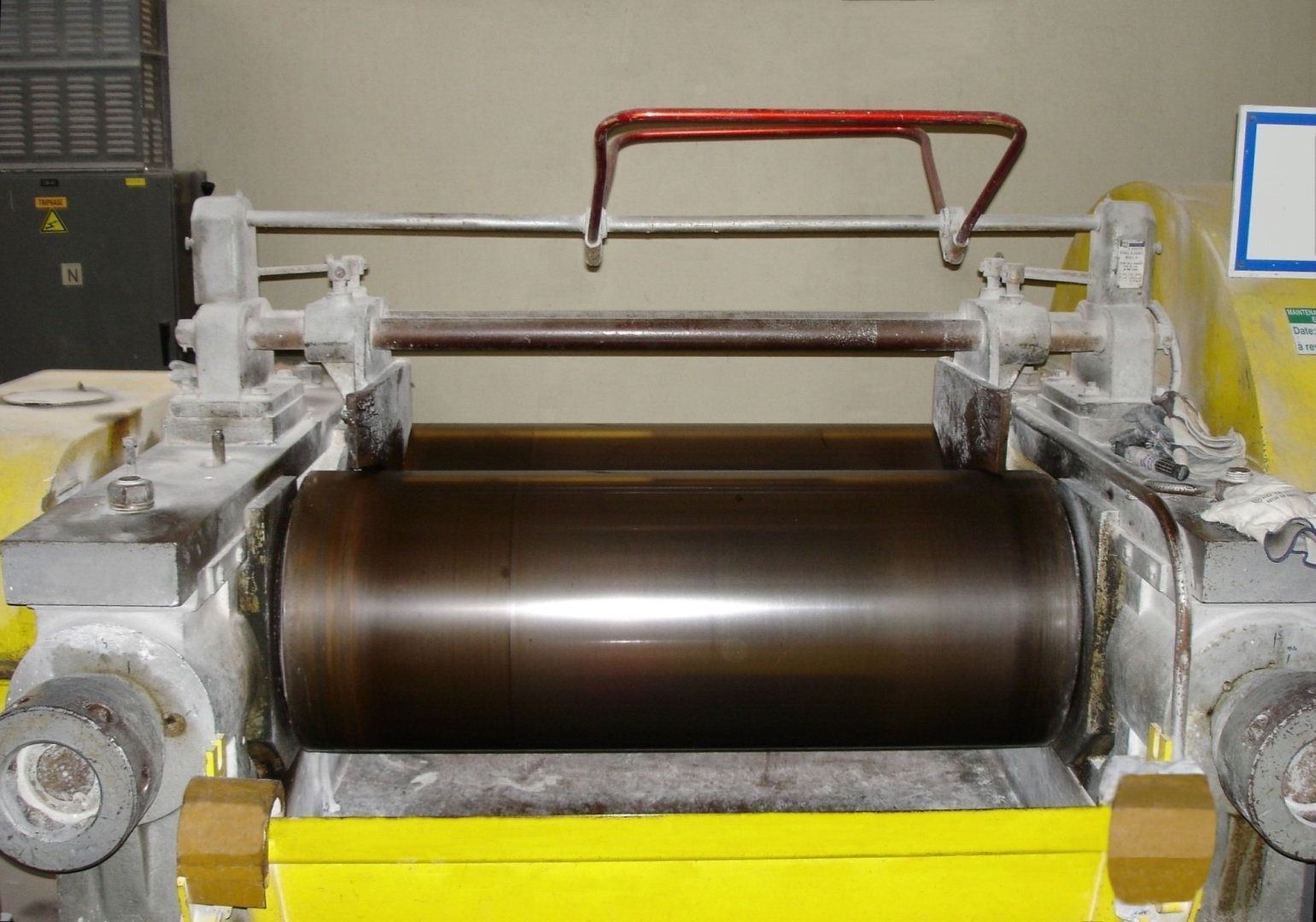
Calandreuse de balles de caoutchouc, qui seront transformées en crêpes.

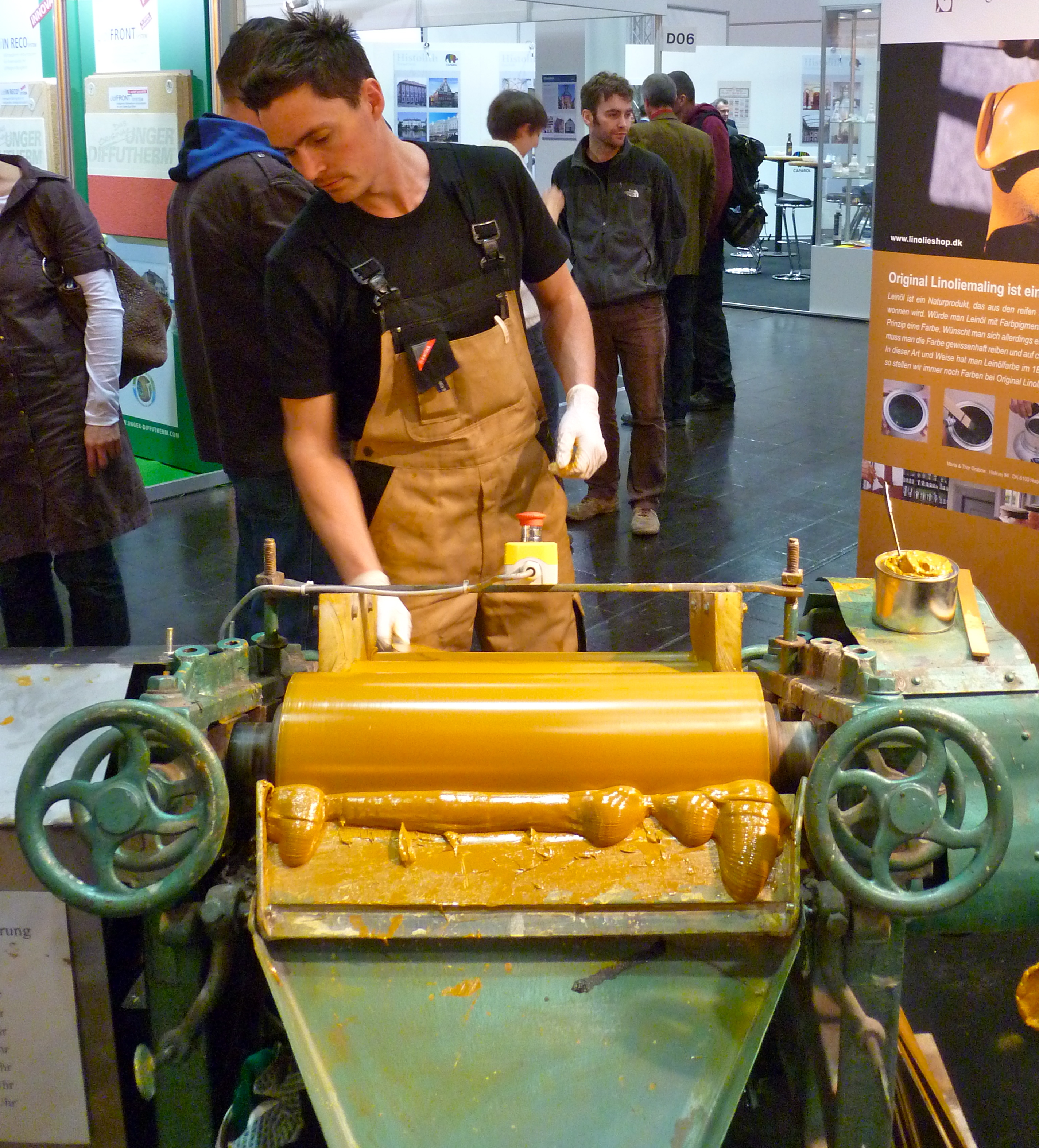
Calandreuse utilisée pour la préparation du mélange (calandrat) des ingrédients d'une formulation.

Le calandrage est une opération qui consiste à faire passer une matière entre deux cylindres pour la lisser ou la lustrer, ou pour produire un film ou une feuille. Des matériaux de plus faible épaisseur (produits semifinis, feuilles, plaques, films, crêpes) peuvent être obtenus par calandrage d'un système thermoplastique ou élastomère entre des cylindres éventuellement chauffants ou refroidis.
Une calandreuse comporte au moins deux rouleaux contrarotatifs, dont l'écartement est ajustable. Plusieurs passages entre les cylindres peuvent être réalisés.
Cette opération est par exemple utilisée pour fabriquer des revêtements de sols et de murs, des nappes, de l'ameublement, de la maroquinerie et des articles gonflables.
Pour les pâtes de faible viscosité, une calandreuse peut servir de mélangeur en formulation.
En papeterie, l'opération de calandrage permet d'obtenir différents états de surface de la feuille de papier, notamment pour les papiers couchés. Selon le degré de calandrage (pression, température de chauffe), le papier sera plus ou moins lissé et brillant.

## Histoire
Historiquement, le calandrage était fait à la main avec une énorme pierre à presser. Par exemple, en Chine, d'énormes roches ont été apportées du nord du fleuve Yangtsé. La pierre de pressage a été coupée en forme de bol et la surface du fond incurvé parfaitement lisse. Après avoir placé un morceau de tissu sous la pierre, le travailleur se tenait sur la pierre et la balançait avec ses deux pieds afin de presser le tissu.